# Medalla de oro de la Real Sociedad Astronómica
La medalla de oro es el más alto honor otorgado por la Real Sociedad Astronómica de Gran Bretaña.
En los primeros años en que se entregó este premio, hubo varias ocasiones en que se concedió más de una medalla en un mismo año, pero desde 1883 solo se premió a una persona por año. Esto ocasionó polémicas como en el caso del descubrimiento de Neptuno en 1846, ya que muchos pensaban que lo más justo hubiera sido galardonar en forma conjunta a John Couch Adams y Urbain Le Verrier. Tras la controversia que se suscitó, el premio no se entregó en el año 1847.
Finalmente, la salida que se determinó tras los hechos de 1847 fue la entrega de doce medallas "testimoniales" al año siguiente, encontrándose entre los galardonados Adams y Le Verrier. No obstante, los descubridores de Neptuno no recibieron sus medallas hasta 1866 y 1868, respectivamente.
En 1849, los galardones volvieron a ser individuales, una práctica que se mantuvo hasta 1963, con pocas excepciones. Solo en 1867 y 1868 se entregaron dos medallas, y hubo algunos años en que no se otorgó el galardón. Desde el año 1964, se premia a dos personalidades cada año, una en el campo de la astronomía y otra en el de la geofísica.

## Premiados (Astronomía)
- 1824, Charles Babbage, Johann Franz Encke
- 1826, John Herschel, James South, Wilhelm Struve
- 1827, Francis Baily
- 1828, Thomas Makdougall Brisbane, James Dunlop, Caroline Herschel
- 1829, William Pearson, Friedrich Wilhelm Bessel, Heinrich Christian Schumacher
- 1830, William Richardson, Johann Franz Encke
- 1831, Henry Kater, Marie-Charles Damoiseau
- 1833, George Biddell Airy
- 1835, Manuel John Johnson
- 1836, John Herschel
- 1837, Otto August Rosenberger
- 1839, John Wrottesley
- 1840, Giovanni Plana
- 1841, Friedrich Wilhelm Bessel
- 1842, Peter Andreas Hansen
- 1843, Francis Baily
- 1845, William Henry Smyth
- 1846, George Biddell Airy
- 1849, William Lassell
- 1850, Otto Wilhelm Struve
- 1851, Annibale de Gasparis
- 1852, Christian August Friedrich Peters
- 1853, John Russell Hind
- 1854, Karl Rümker
- 1855, William Rutter Dawes
- 1856, Robert Grant
- 1857, Heinrich Schwabe
- 1858, Robert Main
- 1859, Richard Christopher Carrington
- 1860, Peter Andreas Hansen
- 1861, Hermann Goldschmidt
- 1862, Warren de la Rue
- 1863, Friedrich Wilhelm Argelander
- 1865, George Phillips Bond
- 1866, John Couch Adams
- 1867, William Huggins, William Allen Miller
- 1868, Urbain Le Verrier
- 1869, Edward James Stone
- 1870, Charles Delaunay
- 1872, Giovanni Schiaparelli
- 1874, Simon Newcomb
- 1875, Heinrich d'Arrest
- 1876, Urbain Le Verrier
- 1878, Ercole Dembowski
- 1879, Asaph Hall
- 1881, Axel Möller
- 1882, David Gill
- 1883, Benjamin A. Gould
- 1884, Andrew Ainslie Common
- 1885, William Huggins
- 1886, Edward Charles Pickering, Charles Pritchard
- 1887, George William Hill
- 1888, Arthur Auwers
- 1889, Maurice Loewy
- 1892, George Howard Darwin
- 1893, Hermann Carl Vogel
- 1894, S. W. Burnham
- 1895, Isaac Roberts
- 1896, Seth Carlo Chandler
- 1897, Edward Emerson Barnard
- 1898, William Frederick Denning
- 1899, Frank McClean
- 1900, Henri Poincaré
- 1901, Edward Charles Pickering
- 1902, Jacobus Kapteyn
- 1903, Hermann Struve
- 1904, George Ellery Hale
- 1905, Lewis Boss
- 1906, William Wallace Campbell
- 1907, Ernest William Brown
- 1908, David Gill
- 1909, Oskar Backlund
- 1910, Friedrich Küstner
- 1911, Philip Herbert Cowell
- 1912, Arthur Robert Hinks
- 1913, Henri-Alexandre Deslandres
- 1914, Max Wolf
- 1915, Alfred Fowler
- 1916, John Dreyer
- 1917, Walter Sydney Adams
- 1918, John Evershed
- 1919, Guillaume Bigourdan
- 1921, Henry Norris Russell
- 1922, James Hopwood Jeans
- 1923, Albert Abraham Michelson
- 1924, Arthur Eddington
- 1925, Sir Frank Watson Dyson
- 1926, Albert Einstein
- 1927, Frank Schlesinger
- 1928, Ralph Allan Sampson
- 1929, Ejnar Hertzsprung
- 1930, John Stanley Plaskett
- 1931, Willem de Sitter
- 1932, Robert Grant Aitken
- 1933, Vesto Slipher
- 1934, Harlow Shapley
- 1935, Edward Arthur Milne
- 1936, Hisashi Kimura
- 1937, Harold Jeffreys
- 1938, William Hammond Wright
- 1939, Bernard Lyot
- 1940, Edwin Hubble
- 1943, Harold Spencer Jones
- 1944, Otto Struve
- 1945, Bengt Edlen
- 1946, Jan Hendrik Oort
- 1947, Marcel Minnaert
- 1948, Bertil Lindblad
- 1949, Sydney Chapman
- 1950, Joel Stebbins
- 1951, Anton Pannekoek
- 1952, John Jackson
- 1953, Subrahmanyan Chandrasekhar
- 1954, Walter Baade
- 1955, Dirk Brouwer
- 1956, Thomas George Cowling
- 1957, Albrecht Unsöld
- 1958, André-Louis Danjon
- 1959, Raymond Arthur Lyttleton
- 1960, Víktor Ambartsumián
- 1961, Herman Zanstra
- 1962, Bengt Strömgren
- 1963, Harry Hemley Plaskett
- 1964, Martin Ryle, Maurice Ewing
- 1965, Edward Bullard, G. M. Clemence
- 1966, Ira S. Bowen, Harold C. Urey
- 1967, Hannes Alfvén, Allan Sandage
- 1968, Sir Fred Hoyle, Walter Munk
- 1969, A. T. Price, Martin Schwarzschild
- 1970, Horace W. Babcock
- 1971, F. Press, Sir Richard van der Riet Woolley
- 1972, H. I. S. Thirlaway, Fritz Zwicky
- 1973, F. Birch, Edwin Salpeter
- 1974, Ludwig Biermann, K. E. Bullen
- 1975, Jesse Greenstein, Ernst Öpik
- 1976, William H. McCrea, J. A. Ratcliffe
- 1977, D. R. Bates, John G. Bolton
- 1978, Lyman Spitzer, James Van Allen
- 1979, L. Knopoff, C. G. Wynne
- 1980, C. L. Pekeris, Maarten Schmidt
- 1981, J. F. Gilbert, Sir Bernard Lovell
- 1982, Riccardo Giacconi, Harrie Massey
- 1983, M. J. Seaton, Fred Whipple
- 1984, S. K. Runcorn, Yakov Borisovich Zel'dovich
- 1985, Thomas Gold, Stephen Hawking
- 1986, G. E. Backus, A. Dalgarno
- 1987, Takesi Nagata, Martin Rees
- 1988, D. L. Anderson, C. de Jager
- 1989, R. Hide, K. A. Pounds
- 1990, J. W. Dungey, B. E. J. Pagel
- 1991, Vitaly Ginzburg, G. J. Wasserburg
- 1992, D. P. McKenzie, Eugene N. Parker
- 1993, Peter Goldreich, Donald Lynden-Bell
- 1994, James E. Gunn, T. R. Kaiser
- 1995, J. Houghton, Rashid Sunyaev
- 1996, K. Creer, Vera Rubin
- 1997, D. Farley, Donald Osterbrock
- 1998, R. L. Parker, Philip James Edwin Peebles
- 1999, K. Budden, Bohdan Paczynski
- 2000, L. Lucy, R. Hutchinson
- 2001, Hermann Bondi, H. Rishbeth
- 2002, Leon Mestel, J. A. Jacobs
- 2003, John Bahcall, D. Gubbins
- 2004, Jeremiah P. Ostriker, Grenville Turner
- 2005, Margaret Burbidge, Geoffrey Burbidge, Carole Jordan
- 2006, S. White, S. W. H. Cowley
- 2007, J. L. Culhane, Nigel O. Weiss
- 2008, Joseph Silk, B. Kennett
- 2009, David A. Williams, Eric Priest[1]
- 2010, Douglas Gough
- 2011, Richard Ellis
- 2012, Andy Fabian
- 2013, Roger Blandford
- 2014, Carlos Frenk
- 2015, Michel Mayor
- 2016, John D. Barrow
- 2017, Nick Kaiser[2]

## Medallas de plata
En dos ocasiones, se otorgó además de la medalla de oro una medalla de plata, aunque esta práctica no se mantuvo en el tiempo.
- 1824 Karl Rümker, Jean-Louis Pons
- 1827 William Samuel Stratford, Mark Beaufoy

## Medallas "testimoniales" de 1848
- George Biddell Airy
- John Couch Adams
- Friedrich Wilhelm Argelander
- George Bishop
- Teniente coronel George Everest
- Sir John Herschel
- Peter Andreas Hansen
- Karl Ludwig Hencke
- John Russell Hind
- Urbain Le Verrier
- Sir John William Lubbock
- Maxmilian Weisse